# Coyah (Präfektur)

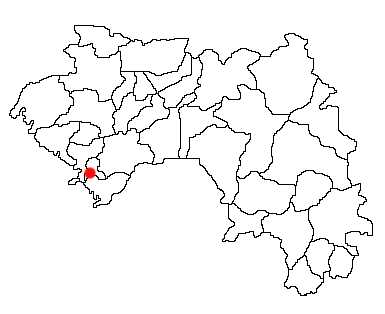
Lage von Stadt und Präfektur Coyah in Guinea

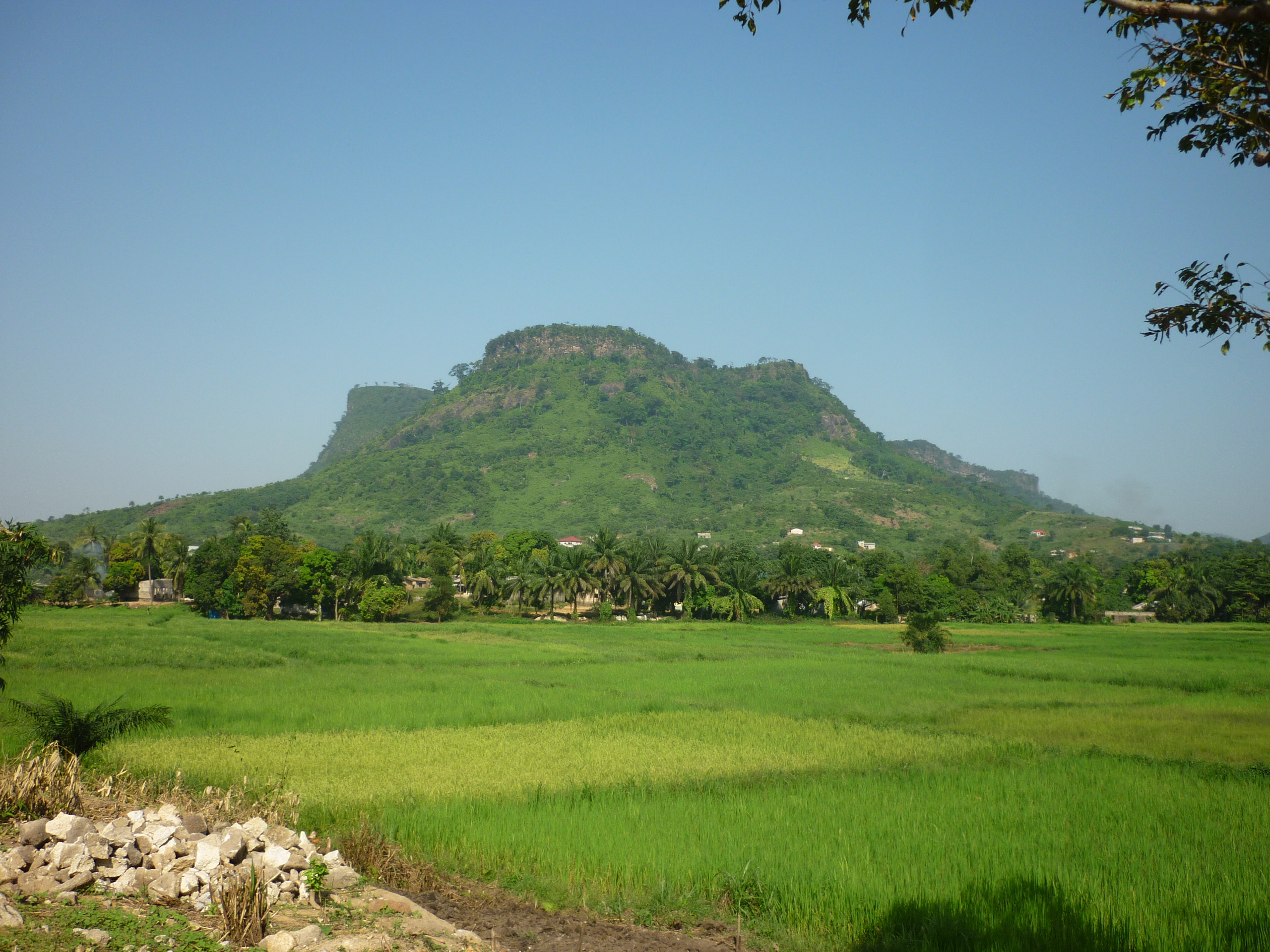
Berg in Coyah

Coyah ist eine Präfektur in der Region Kindia in Guinea mit etwa 85.000 Einwohnern. Wie alle guineischen Präfekturen ist sie nach ihrer Hauptstadt, Coyah, benannt.
Die Präfektur liegt im Westen des Landes, nahe der Atlantikküste, und umfasst eine Fläche von 2.166 km². Früher gehörte auch die heutige Präfektur Dubréka zu Coyah.